# Peter Daane
Peter Daane (Westkapelle, 26 maart 1835 – Oostburg, Wisconsin, 7 januari 1914) was een Amerikaans zakenman en politicus van Nederlandse origine.
Geboren in Westkapelle, emigreerden Daane en zijn familie in 1842 naar de Verenigde Staten, waar ze zich vestigden in Pultneyville, New York. In 1847 verhuisden Daane en zijn gezin tijdelijk naar Milwaukee, Wisconsin-territorium, waarna ze zich vervolgens vestigden op een boerderij in de stad Holland, Sheboygan County, Wisconsin. Daane werd daar koopman. Tijdens de Amerikaanse Burgeroorlog diende Daane in het 27th Wisconsin Volunteer Infantry Regiment waar hij eerste luitenant was. Daane was commissaris van de gemeente Holland en voorzitter van het stadsbestuur in de gemeente Holland. In 1873 diende Daane in de Wisconsin State Assembly als Republikein. In 1879 kocht Danne een molen, lift en houtzagerij in Oostburg, Wisconsin. Hij diende ook als postmeester van Oostburg. Daane stierf in Oostburg aan een hartkwaal.